# Ichneumon inoblidendus
Ichneumon inoblidendus är en stekelart som beskrevs av Heinrich 1978. Ichneumon inoblidendus ingår i släktet Ichneumon och familjen brokparasitsteklar. Inga underarter finns listade i Catalogue of Life.